# Miguel Ángel Félix Gallardo
Miguel Ángel Félix Gallardo (Culiacán, Sinaloa, 8 de enero de 1946) conocido como El Jefe de Jefes o El Padrino, es un exnarcotraficante mexicano. En la década de 1980 fue denominado como el Zar de la droga. Fue uno de los fundadores del Cártel de Guadalajara y controló por un tiempo todo el tráfico ilegal de drogas de México a los Estados Unidos.[cita requerida]

## Biografía
Nació en Bellavista, Córdoba comisaría de Culiacancito, en las cercanías de Culiacán, Sinaloa. Se formó como agente de la desaparecida Policía Judicial Estatal y luego trabajó como guardaespaldas del entonces gobernador, Leopoldo Sánchez Celis. Tiempo después, formó un grupo criminal llamado Cártel de Guadalajara junto con Rafael Caro Quintero y Ernesto Fonseca Carrillo, entre otros, para el contrabando de marihuana y opio hacia los Estados Unidos. Fue el primer cártel en establecer vínculos con cárteles de Colombia en la década de 1980.
Se cree que su protector político era su padrino, el exgobernador de Sinaloa, Leopoldo Sánchez Celis. Finalmente, se asoció con Pablo Emilio Escobar Gaviria y Gonzalo Rodríguez Gacha en Colombia, por medio del mafioso hondureño Ramón Matta Ballesteros quien propuso que el Cártel de Guadalajara les ayudara a trasladar la droga desde Colombia a Estados Unidos pasando por México. Félix Gallardo también fue padrino del hijo del gobernador, Rodolfo. Se cree que esta relación llevó al secuestro, tortura y asesinato del hijo del gobernador por parte de Héctor Luis Palma Salazar, Kevin García Domínguez y Joaquín Guzmán Loera.

### Captura
Miguel Ángel Félix Gallardo fue detenido y acusado el 8 de abril de 1989 por autoridades de México y Estados Unidos por cargos de narcotráfico y otros delitos. Estando en la cárcel, siguió siendo uno de los principales criminales de México, daba órdenes a su organización a través de teléfono móvil, hasta que fue trasladado a una prisión de máxima seguridad. En ese momento, su organización se dividió en varias fracciones: el Cártel de Tijuana, de los hermanos Arellano Félix, el Cártel de Sinaloa, dirigido por Ismael Zambada García y los exlugartenientes Héctor Luis Palma Salazar, Juan José Esparragoza y Joaquín Guzmán Loera, el Cártel de Juárez, dirigido por Amado Carrillo Fuentes, y el Cártel del Golfo, dirigido por Juan Nepomuceno Guerra.

### Familia
La vida de Félix Gallardo dio un gran vuelco cuando su hija menor, de nombre María Elvira, tuvo una relación con un sobrino de Héctor Luis Palma Salazar y ambas familias se emparentaron, terminando así la enemistad de años atrás. Mientras estuvo libre se cree que fue el mafioso más poderoso. Es tío de Sandra Ávila Beltrán, alias «la reina del Pacífico», aunque él afirma no conocerla y existen rumores de que también es tío de los hermanos Arellano Félix, fundadores del Cártel de Tijuana, lo cual ha sido desmentido por él y por el propio Benjamín Arellano. Sin embargo, hay información que indica que esta confusión se debe a que Félix Gallardo es primo de Alicia Félix Zazueta, madre de los Arellano Félix. Fue encarcelado en el penal de alta seguridad del Altiplano, en Almoloya de Juárez, Estado de México.

## Cultura popular

### Música
En 1997, la banda Los Tigres del Norte, cantan el famoso corrido "El jefe de Jefes". Aunque el grupo musical no reconoce la dedicatoria, se especula que el corrido es en su honor.

### Televisión
En el 2010, en la serie colombiana El cartel es interpretado por el actor mexicano Guillermo Quintanilla con el alias de El golfo quien mantiene una disputa con Juan B. Guillén, alias El piloto (Amado Carrillo), por la venta de cocaína y por las alianzas con los productores colombianos. Ha tenido referencias en otras series, tales como El Chapo, producida por Netflix.
En 2018, tiene protagonismo en la serie producida por Netflix Narcos: Mexico, interpretado por el actor Diego Luna.